# Heinrich Haider
Heinrich Haider (* 1903 in Linz; † 1978 ebenda) war ein oberösterreichischer Maler und Grafiker. Von 1955 bis 1962 war er neben Präsident Franz von Zülow der erste Obmann der Mühlviertler Künstlergilde.

## Leben und Wirken
Haider wurde als Sohn eines Linzer Magistratsbeamten geboren und wuchs in Linz auf, wo er die Bürgerschule besuchte und trat anschließend in den Postdienst ein, wo er schließlich Leiter des Präsidialbüros der Linzer Postdirektion wurde, wegen einer schweren Erkrankung aber 1954 in den Ruhestand versetzt wurde. 
Seine ersten künstlerischen Kenntnisse als Maler verdankt er den Linzer Malern Julius Seidl, Paul Ikrath (1888–1970) sowie Matthias May und 1943 beteiligte er sich erstmals an einer öffentlichen Ausstellung. Erst nach 1954 konnte er einige Semester die Meisterklasse von Herbert Dimmel an der Kunstschule der Stadt Linz besuchen.
Bereits 1947 wurde er in die Berufsvereinigung der bildenden Künstler Österreichs (Landesorganisation Oberösterreich) aufgenommen und 1955 war er Gründungsmitglied der Mühlviertler Künstlergilde, wo er in den ersten acht Jahren als Stellvertreter des Präsidenten die Funktion des geschäftsführenden Obmanns ausübte und maßgeblich an der Durchführung der ersten Ausstellungen mitwirkte.
Sein Verdienst war es, die Künstlervereinigung bereits 1956 in das Oberösterreichische Volksbildungswerk zu integrieren sowie 1961 die Mühlviertler Heimatblätter zu begründen und Rudolf Pfann als ersten Schriftleiter zu bestellen.
Werke von ihm sind im Besitz des Bundesministeriums für Unterricht (Herbst, Öl), Land Oberösterreich (Madonna, Kleisteraquarell) und Stadt Linz sowie von Liebhabern seiner Kunst (Mühlviertler Bauernhof, Öl). Er brachte seine Eindrücke, die er bei seiner graphischen Arbeit sammelte, auch als Lyriker zu Papier.

## Auszeichnung
Haider war Konsulent der Oberösterreichischen Landesregierung.